# Dominic Seiterle
Dominic Seiterle (Montreal, 4 de septiembre de 1975) es un deportista canadiense que compitió en remo.
Participó en dos Juegos Olímpicos de Verano, en los años 2000 y 2008, obteniendo una medalla de oro en Pekín 2008, en la prueba de ocho con timonel. Ganó una medalla de oro en el Campeonato Mundial de Remo de 2007, en la misma prueba.

## Palmarés internacional
| Juegos Olímpicos   | Juegos Olímpicos  | Juegos Olímpicos | Juegos Olímpicos |
| Año                | Lugar             | Medalla          | Prueba           |
| ------------------ | ----------------- | ---------------- | ---------------- |
| 2008               | Pekín (China)     | Medalla de oro   | Ocho con timonel |
| Campeonato Mundial |                   |                  |                  |
| Año                | Lugar             | Medalla          | Prueba           |
| 2007               | Múnich (Alemania) | Medalla de oro   | Ocho con timonel |